# Kanton Royan
 Royan is een kanton van het Franse departement Charente-Maritime. Het kanton maakt deel uit van het arrondissement Rochefort 
In 2019 telde het 27.687 inwoners.

Het kanton werd gevormd ingevolge het decreet van 27 februari 2014 met uitwerking op 22 maart 2015, met Royan als hoofdplaats.

## Gemeenten
Het kanton omvat volgende 3 gemeenten:
- Royan
- Saint-Georges-de-Didonne
- Vaux-sur-Mer